# Língua cómi
Cómi (komi), também conhecida como cómi-ziriano e ziriano (зыран коми кыв, zyran komi kyv),, é a língua nativa dos cómis. É uma língua permiana falada na República de Cómi, na Federação da Rússia, muito relacionada com a língua cómi-permiana.
Seu alfabeto foi criado por Estêvão de Perm, um missionário russo.

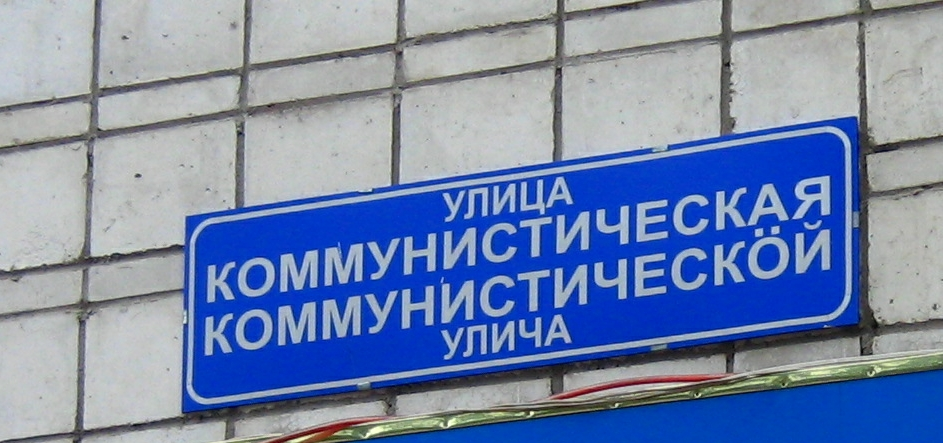
Um exemplo de palavras em língua cómi. A parte superior "Улица Коммунистическая" está em russo, enquanto a inferior "Коммунистическöй улича" está em cómi. Ambas querem dizer "Rua Comunista". A foto foi tirada em Syktyvkar, capital de República de Cómi